# Капитан Немо и подводный город
«Капитан Немо и подводный город» (англ. Captain Nemo and the Underwater City) — британский научно-фантастический приключенческий фильм 1969 года, снятый режиссёром Джеймсом Хиллом. Сценарий фильма был написан Пипом и Джейн Бейкер по роману «Двадцать тысяч лье под водой» Жюля Верна.

## Сюжет
Корабль, следовавший из Нью-Йорка в Бристоль, во время сильного шторма терпит крушение у английского побережья. Команда капитана Немо спасает и доставляет шестерых выживших пассажиров на борт «Наутилуса». Спасённых пассажиров приводят в чувства, после чего подводный корабль держит курс в подводный город Темплемир, который капитан Немо называет своим домом. Капитан Немо радушно принимает спасённых людей в своём городе и сообщает им о том, что, возможно, они останутся здесь навсегда…

## В ролях
- Роберт Райан — капитан Немо
- Чак Коннорс — сенатор Роберт Фрейзер
- Нанетт Ньюман — Хелена Беккет
- Лучана Палуцци — Мала
- Джон Тёрнер — Джоб
- Билл Фрейзер — Барнаби Бат
- Кеннет Коннор — Своллоу Бат
- Аллан Катбертсон — Ломакс
- Кристофер Хартстоун — Филипп Беккет
- Иэн Рэмси — Адам
- Джо Дж. Мур — шкипер
- Энтони Бейли — моряк
- Алан Барри — моряк
- Винсент Хардинг — помощник штурмана

## Съёмочная группа
- Режиссёр: Джеймс Хилл
- Продюсеры: Стивен Паллос, Бертрам Острер
- Сценаристы: Пип и Джейн Бейкер, Р. Райт Кэмпбелл
- Оператор: Алан Хьюм
- Композитор: Анджела Морли